# Mifunes sidste sang
Mifunes sidste sang er en dansk dogmefilm fra 1999, instrueret af Søren Kragh-Jacobsen, der også har skrevet manuskript med Anders Thomas Jensen. Filmen blev modtaget godt af anmeldere såvel som publikum og rangerer blandt de ti mest sete danske film på internationalt plan siden 1996.

## Medvirkende
- Iben Hjejle Liva
- Anders W. Berthelsen Kresten
- Jesper Asholt Rud
- Emil Tarding Bjarke
- Anders Hove
- Sofie Gråbøl Claire
- Paprika Steen
- Susanne Storm
- Ellen Hillingsø
- Sidse Babett Knudsen
- Søren Fauli
- Søren Malling
- Kjeld Nørgaard
- Kirsten Vaupel
- Torben Jensen
- Klaus Bondam
- Sofie Stougaard